# Ви масон?
«Ви масон?» (англ. Are You a Mason?) — американська кінокомедія режисера Томаса Н. Геффрона 1915 року.

## У ролях
- Джон Беррімор — Френк Перрі
- Гелен Фріман — Гелен Перрі
- Чарльз Діксон — Амос Блудгуд
- Гарольд Локвуд — Боб Треворс
- В. Дікінсон — Джордж Фішер
- Додсон Мітчелл — детектив Кетчум
- Альфред Гікмен — Біллі
- Іда Ватерман
- Чарльз Батлер
- Джин Екер
- Лоррейн Г'юлінґ
- Кітті Болдвін